# ایویویل (آیووا)
ایویویل (به انگلیسی: Iveyville) یک منطقهٔ مسکونی در ایالات متحده آمریکا است که در آیووا واقع شده‌است. ایویویل ۳۹۲٫۸۹ متر بالاتر از سطح دریا واقع شده‌است.